# Singapore Airshow
Die Singapore Airshow ist eine internationale Messe für Flugzeughersteller in Singapur. Sie wird seit 2008 alle zwei Jahre durchgeführt. Vorgestellt werden Flugzeugtypen für zivile und militärische Zwecke.

## Geschichte
Die Singapore Airshow wurde von der Luftfahrtbehörde Singapurs sowie der Defence Science and Technology Agency ins Leben gerufen, nachdem die Asian Aerospace aufgrund Unstimmigkeiten mit den Veranstaltern nach Hongkong umzog.
Sie gilt nach „Le Bourget“ und der Farnborough International Airshow als drittgrößte Luftfahrtschau der Welt, jedoch beansprucht auch die Dubai Air Show diesen Platz für sich.

## Veranstaltungsgelände
Das Veranstaltungsgelände befindet sich nördlich der Changi Airbase der Luftwaffe von Singapur, die sich östlich an den Flughafen Singapur anschließt. Ab 2006 wurde dort für 60 Millionen Singapur-Dollar die neue Veranstaltungsfläche auf 30 Hektar gebaut.

## 2008

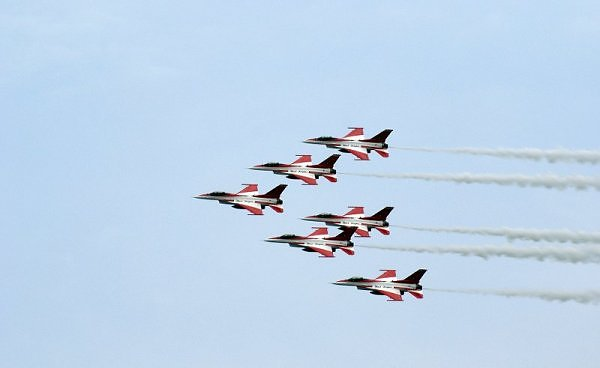
F-16Cs der RSAF Black Knights im Formationsflug bei der Veranstaltung

Die erste Veranstaltung fand vom 19. bis 24. Februar 2008 statt. Die ersten vier Tage waren für Fachbesucher vorbehalten. Es gab Flugvorführungen des Airbus A380, von den Black Knights, sowie den Roulettes der Australischen Luftwaffe.
Es gab einen kleineren politischen Zwischenfall, als die Veranstalter vom taiwanesischen Hersteller Aerospace Industrial Development Corporation verlangten, taiwanesische Insignien zu entfernen.

### Flugzeugkäufe
- Garuda Indonesia: Änderung ihrer Bestellung von sechs Boeing 777-200 zu Boeing 777-300ER, im Wert von 2 Milliarden US$[6]
- Korean Air: Drei Airbus A380-800 im Wert von 906 Millionen US$[7]
- Lion Air: 56 Boeing 737-900ERs mit der Option für 50 weitere im Wert von 4,4 Milliarden US$[8]
- BJets: Aufstellung einer neuen, in Singapur ansässigen Airline und ein Kauf von 20 Cessna Citation CJ2+ Businessjets im Wert von 500 Millionen US$[9]

## 2010
Auf der Singapore Airshow 2010, die vom 2. bis 7. Februar 2010 im Changi Exhibition Centre stattfand, präsentierten sich mehr als 800 Unternehmen aus über 40 Ländern. Mehr als 60 der 100 weltweit führenden Luft- und Raumfahrtunternehmen nahmen teil, darunter Boeing, EADS, Honeywell, Lockheed Martin, Northrop Grumman und Rolls-Royce. Mitsubishi Aircraft, Liebherr-Aerospace, B/E Aerospace und eine Reihe asiatischer Luft- und Raumfahrtunternehmen nahmen zum ersten Mal an der Messe teil. Die Messe beherbergte 20 Länderpavillons, darunter die Schweiz, Neuseeland, Russland und Rumänien, die zum ersten Mal vertreten waren.

## 2012
Unter dem Motto „Big Show, Big Opportunities“ fand die Singapore Airshow 2012 vom 14. bis 19. Februar 2012 statt und beherbergte fast 900 Aussteller aus 50 Ländern, darunter Boeing, Airbus, Embraer und Bombardier. Die Hälfte der Aussteller kam aus der Verteidigungsindustrie, aber auch die Geschäftsluftfahrt war deutlich stärker vertreten, unter anderem mit den Privatjet-Herstellern Gulfstream, Bombardier und Embraer, die damit auf die steigende Nachfrage der wachsenden Klasse der Superreichen in Asien reagierten. Auf der Veranstaltung 2012 fand auch der Aviation Leadership Summit statt.

## 2014
Die vierte Ausgabe der Airshow fand vom 11. bis 16. Februar 2014 statt.
- Es wurden 20 Geschäfte im Wert von 40,5 Milliarden S$, sowie 24 weitere Geschäfte mit nicht bekanntem Wert abgeschlossen.[14]

## 2016
Die Singapore Airshow 2016 fand vom 16. bis 21. Februar 2016 statt.

## 2018
Die Singapore Airshow 2018 fand vom 6. bis 11. Februar 2018 statt.
Am 6. Februar kam eine KAI T-50 Golden Eagle, die zum Kunstflugteam der Black Eagles gehörte und an der Flugshow teilnahm, beim Start von der Landebahn ab, stürzte ab und ging in Flammen auf. Der Pilot kam mit leichten Verletzungen ins Krankenhaus.

## 2020
Die Singapore Airshow 2020 fand vom 11. bis 16. Februar 2020 statt. Aufgrund der COVID-19-Pandemie zogen viele Aussteller, darunter Gulfstream, Textron Aviation und Bombardier, ihre Teilnahme an der Veranstaltung zurück. Auch das Kunstflugteam „Black Eagles“ der südkoreanischen Luftwaffe und das TNI-AU Jupiter Aerobatic Team nahmen aufgrund der Pandemie nicht teil.

## 2022
Die Singapore Airshow 2022 fand vom 15. bis 18. Februar 2022 ohne allgemeinen Publikumsverkehr statt.

## 2024

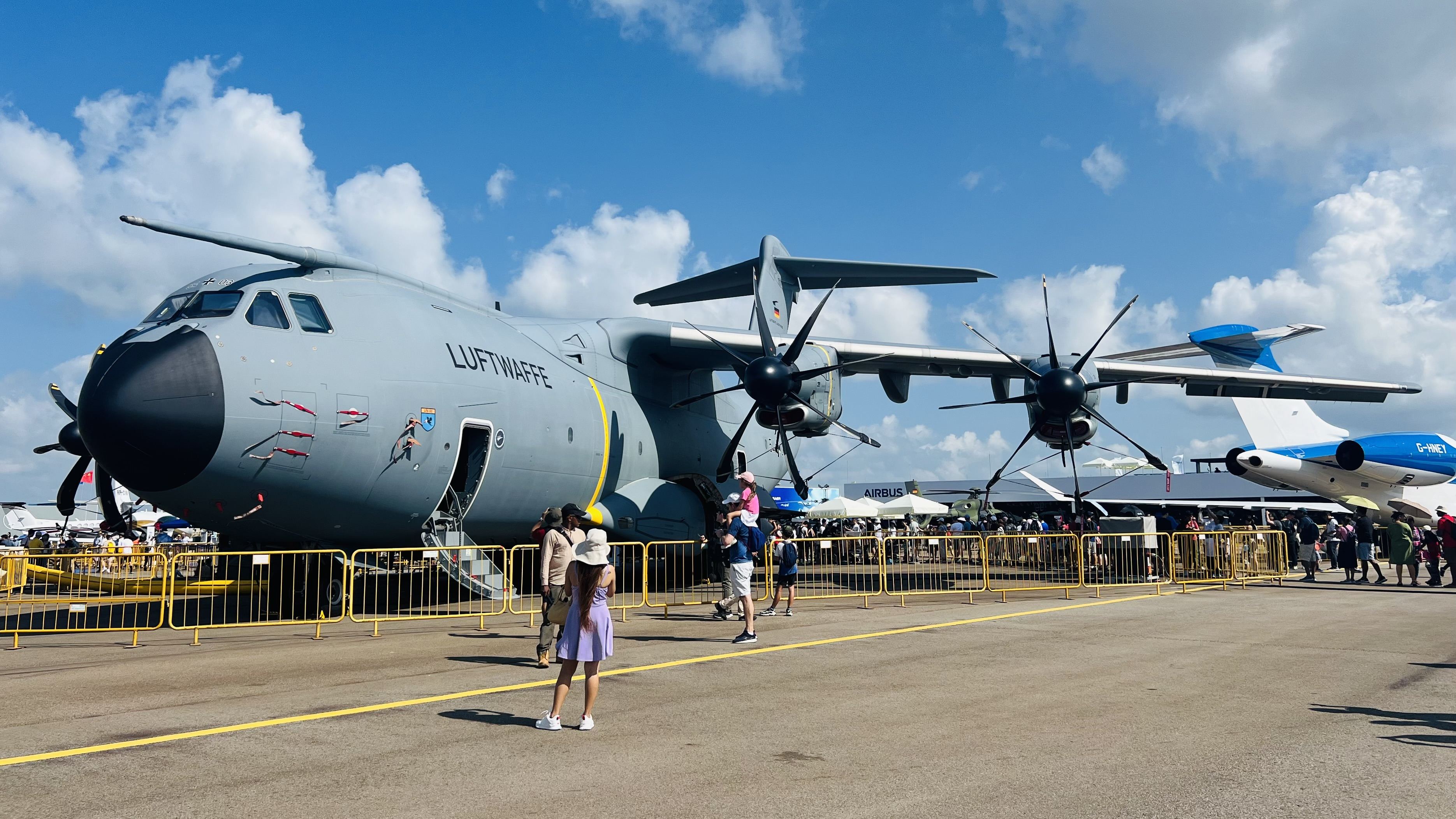
Das militärische Transportflugzeug Airbus A400M der deutschen Luftwaffe am 25. Februar 2024 auf der Messe ausgestellt, chinesische Besucher jedoch durften nicht die Ausstellung besuchen.

Die neunte Veranstaltung wurde vom 20. bis 25. Februar 2024 durchgeführt. Es wurden unter anderem die Comac C919 und Comac C909 ausgestellt. Des Weiteren wurde auch eine AH-64 Apache der RSAF sowie eine WZ-10 präsentiert.
Am Rande der Messe in einem Luxushotel gelang es am 19. Februar 2024 jemandem hochrangige, deutsche Offiziere zur Lieferung von Taurus-Marschflugkörpern in den Russisch-Ukrainischen Krieg abzuhören. Mutmaßlich ursächlich war es, dass der angereiste Luftwaffenbrigadegeneral über eine unsichere Verbindung an einer Webkonferenz teilnahm, der Vorfall wurde als Taurus-Abhöraffäre bekannt.
Während des Publikumstages wurden chinesische Messebesucher von Soldaten der deutschen Armee und Airbus-Mitarbeiter abgehalten, einen ausgestellten Airbus A400M der Deutschen Luftwaffe zu betreten – weil sie Chinesen waren. Diskriminiert wurde aufgrund vorgeblicher „militärischer Richtlinien“. Ein Messebesucher wurde vor laufender Kamera gewaltsam vertrieben. Airbus entschuldigte sich dafür später, man wolle weiterhin Vorbild für den Austausch zwischen China und Europa sein und Brücken der Kommunikation bauen.